# Кебис
Кебис (каз. Кебіс) — традиционная казахская кожаная обувь, часть казахского национального костюма.
Название «кебис» имеет иранское происхождение и происходит от слова «каф», означающее подошву — нижнюю часть стопы.
Кебис представляют собой кожаные туфли на каблуках, которые обычно надеваются на ичиги, подобно галошам. Верхняя часть изготавливается из мягкой кожи, подошва выполняется твёрдой.
По форме шитья различают несколько видов кебис. Мужчины обычно носят простые плоские модели, женщины — более изящные: коксауыр, шонкайма, шекшек. Кебис могут украшаться узорами и даже расшиваться серебром.